# Neonitocris spiniscapus
Neonitocris spiniscapus là một loài bọ cánh cứng trong họ Cerambycidae.